# Bernhard Museum Complex
Complejo de museos Bernhard en inglés : Bernhard Museum Complex es una serie de  museos históricos y es uno de los edificios más antiguos en Placer County, "Traveler's Rest" ("Descanso del viajero"), que fue construido en 1851 como un hotel y los jardines que lo rodean. Están ubicados en Auburn, California. 
Está incluida en el Registro Nacional de Lugares Históricos, e inscrito como un National Historic Landmark el 16 de enero de 2009. 
Actualmente todo el sitio de 11 acres de la propiedad y el jardín están administrados como una casa-museo histórica por el « "Placer County Museum system" », con el objetivo de preservar la casa y los jardines, así como la colección de antigüedades, de objetos de uso cotidiano de la  época Victoriana, vagones, y objetos relacionados con las bodegas en el siglo XIX.

## Historia

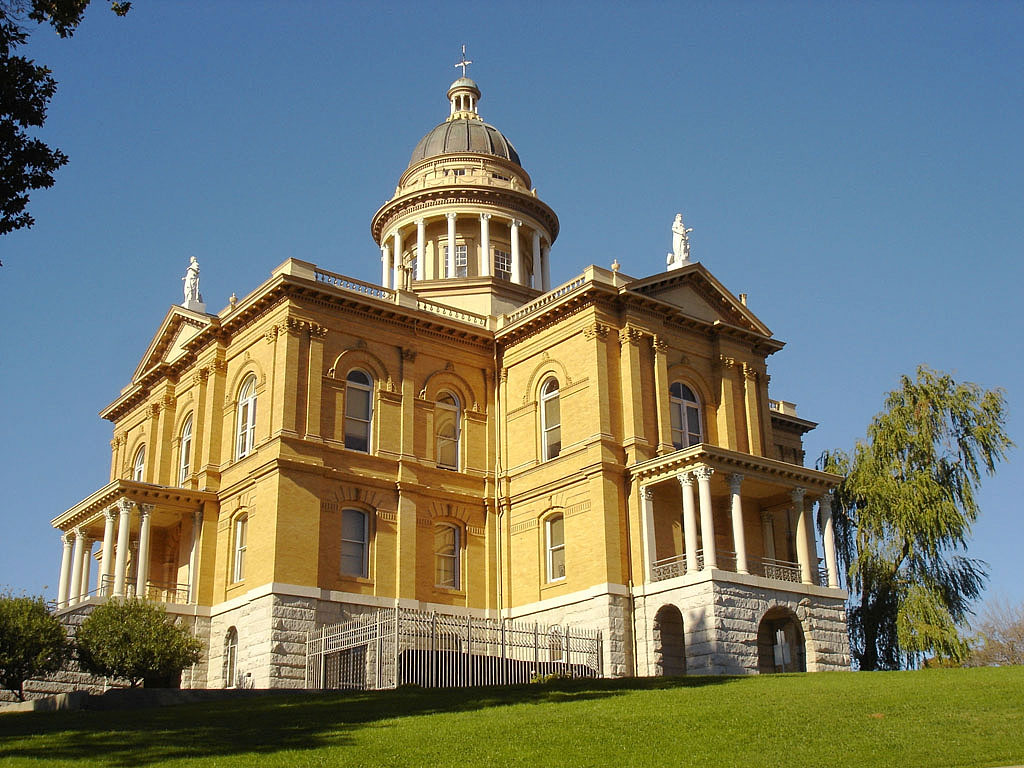
Museo del condado de Placer y corte superior.

El "Bernhard Museum Complex", situado en Auburn, cuenta con una de las estructuras más antiguas de "Placer County". La sección de dos pisos de la casa fue construida en 1851 e inicialmente era un hotel llamado « "Traveler's Rest" » ("El descanso del viajero"). El hotel fue muy popular entre los mineros y los viajeros de la "Auburn Folsom Road".
En 1856, los propietarios del hotel, George Bishop y John Long, añadieron una sección de un piso. El hotel se convirtió en una residencia privada en 1858 y fue vendida a Bernhard Bernhard, un inmigrante alemán, en 1868 y aunque ya existían en la propiedad parras de uvas de vino junto a árboles frutales, el Sr. Bernhard mejoró estas plantaciones.
Bernhard construyó una bodega de piedra en 1874 y un edificio de procesamiento de vino de ladrillo en 1881, y amplió su propiedad y plantó más árboles frutales. La familia Bernhard vivió en la propiedad durante casi cien años.
La casa, la bodega de piedra y el edificio de la elaboración del vino se han restaurado. El interior de la casa interpreta la vida cotidiana de una casa victoriana de 1890. Los docentes vestidos con traje victoriano proporcionar visitas guiadas de la casa a los visitantes.
Los hijos nativos de la fiebre del oro del oeste, construyeron un almacén de carruajes en la propiedad, que alberga muchos de sus vagones restaurados. Una cocina de verano se añadió en 2007 como parte del « "Placer County Museums Living History Program" ». Cada año, cerca de 3.000 estudiantes de tercer grado en la región vienen al Museo Bernhard a experimentar aspectos de la vida en una granja del siglo XIX.

## Museo
Actualmente, el museo cuenta con la bodega restaurada, el edificio procesador, y la casa que está decorado en estilo de época victoriana. Intérpretes disfrazados dan los viajes del sitio. 
También hay un cobertizo de antiguos carruajes que fue construido por los hijos nativos de la fiebre del oro en el oeste.
Alberga una colección de vagones, incluyendo un buggy y una vagoneta de barros.

## Colecciones vegetales
En el jardín se aúnan las plantas ornamentales endémicas (salvias), con plantas ornamentales exóticas.
Hay una viña con parras de diferentes variedades y árboles frutales.